# Rue Charlot
Rue Charlot je ulice v Paříži v historické čtvrti Marais. Nachází se ve 3. obvodu.

## Poloha
Ulice začíná na křižovatce s Rue des Quatre-Fils a vede až na Boulevard du Temple.

## Historie
Ulice je pojmenována po Claudovi Charlotovi, který byl v roce 1608 pověřen rozparcelováním zdejších klášterních pozemků, aby došlo rozvoji nové čtvrti.
Rue Charlot vznikla na základě ministerské vyhlášky z 18. února 1851 o spojení následujících ulic, které vznikly v 17. století na pozemcích bývalého templářského kláštera:
- Rue d'Orléans-au-Marais z roku 1625, mezi Rue des Quatre-Fils a Rue de Poitou
- Rue de Berri z roku 1626, mezi Rue du Poitou a Rue de Bretagne
- Rue d'Angoumois z roku 1626 mezi Rue de Bretagne a Rue de Turenne
- Rue Bosc z roku 1694 mezi Rue de Turenne až na Boulevard du Temple

V roce 2007 byla křižovatka mezi Rue de Turenne, Rue Charlot a Rue de Franche-Comté přejmenována na Place Olympe-de-Gouges.

## Zajímavé objekty
- dům č. 3: vstup do Ruelle Sourdis
- dům č. 6: katedrála Sainte-Croix-des-Arméniens
- dům č. 7: hôtel Cornuel, palác chráněný jako historická památka
- dům č. 8: palác ze 17. století koupil v roce 1801 politik Regnaud Saint-Jean d'Angely (1760–1819), po něm palác vlastnil policejní prefekt Louis-Marie de Belleyme
- dům č. 9: hôtel de Retz, koupil před rokem 1649 Pierre de Gondi de Retz, starší bratr kardinála Paula de Gondi. V domě se v roce 1804 narodil spisovatel Nestor Roque.
- dům č. 12: hôtel de Brossier
- dům č. 24: majitelem byl Louis Bontemps, správce královské komory. V roce 1818 zde zemřel generál Catherine-Dominique de Pérignon.
- dům č. 26: v 18. století jej vlastnil advokát pařížského parlamentu Manuby, který jej pronajal hraběti de Sanois (1723–1799).
- dům č. 28: hôtel de Bérancourt, palác v roce 1701 vlastnil Jean-Baptiste de La Garde, prezident vyšetřovací komory. Palác poté zdědila jeho dcera, markýza Marie-Louise de Polignac.
- dům č. 33: dům koupil v roce 1754 Nicolas Augustin Chuppin, hlavní pokladník. Poté jej získal Moufle de Champigny, rada pařížského parlamentu. Chráněn jako historická památka.
- domy č. 33–35: marché des Enfants-Rouges
- dům č. 57: hôtel de Boulainvilliers
- dům č. 58: hôtel de Sauroy ze 17. století chráněný jako historická památka
- dům č. 70 bis: Boucheratova fontána